# Tanlajás
Tanlajás è una municipalità dello stato di San Luis Potosí, nel Messico centrale, il cui capoluogo è la omonima località.
Conta 19.312 abitanti (2010) e ha una estensione di 375,46 km².